# 英聯邦山脈
英聯邦山脈（英語：Commonwealth Range）是南極洲的山脈，屬於毛德王后山脈的一部分，長144公里、寬66公里，面積4,820平方公里，最高點海拔高度4,000米，該山脈在1907至1909年被英國探險隊發現。